# Mocsári félböde
A mocsári félböde (Coccidula scutellata) a katicabogárfélék családjába tartozó, Eurázsiában és Észak-Afrikában honos, levéltetvekkel táplálkozó bogárfaj.

## Megjelenése
A mocsári félböde testhossza 2,5-3 mm. Alakja megnyúlt, ovális. Egész teste vörös vagy vörösbarna színű. A szárnyfedők közötti pajzsocska (scutellum) környékén változó méretű fekete háromszög, a szárnyfedőkön pedig 2-2 fekete folt figyelhető meg. Szemei nagyok, aszimmetrikusan domborúak és fekete színűek. Hasi oldala is vörös, de a tor és a potroh felső része fekete. Felső felszíne finoman szőrözött. Viszonylag hosszú csápjai megnyúlt, csapott végű bunkóban végződnek. Az előtor rézsútos, oldalt lekerekített, nagyjából középen a legszélesebb. Egyenletesen domború, felülete finoman pontozott. Szárnyfedői megnyúltak, vállai lekerekítettek, oldalt alig szélesednek ki, kicsivel a középvonal alatt a legszélesebbek. Felszíne finoman pontozott, de nagyobb pontokból álló hosszanti sorok is megfigyelhetők. Lábai hosszúak és karcsúak, a tarsus ("lábfej") négyszelvényes, de háromszelvényesnek látszik, mert a harmadik igen apró és nagy, kétlebenyes második szelvény elfedi.  

### Hasonló fajok
A nádi félböde hasonló méretű és színű, de hátán egyszínű vörös, csak a scutellum környékén lehet sötétebb.  

## Elterjedése
Eurázsiában és Észak-Afrikában honos, a Brit-szigetektől Nyugat-Ázsiáig. Északon Skandináviáig hatol. Európa-szerte elterjedt, helyenként gyakori faj. 

## Életmódja
Vizes élőhelyek lakója, ártereken, lápréteken, mocsarakban, folyó- és tópartokon, nádasokban fordul elő a magas, sűrű növényzetben. Az imágókkal egész évben lehet találkozni, az avarban, növények száraiban, fűzfakéreg alatt telelnek át és tavasszal ismét aktívvá válnak. Jellemzően nádon, gyékényen, sáson láthatóak, ritkábban virágokon is előfordulnak. 
Tavasszal és kora nyáron párzanak és a nőstények a vízparti növények (pl. nád) leveleire vagy szárára rakják petecsomóikat. A lárvák három fejlődési stádiumon mennek át, mire június-júliusban bebábozódnak és imágóvá alakulnak. Mind a kifejlett bogár, mind a lárva ragadozó, levéltetvekkel táplálkoznak. Létszámuk a rendelkezésre álló táplálék függvényében évente erősen ingadozhat. 

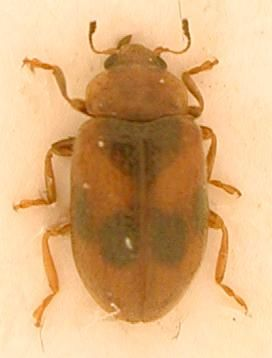
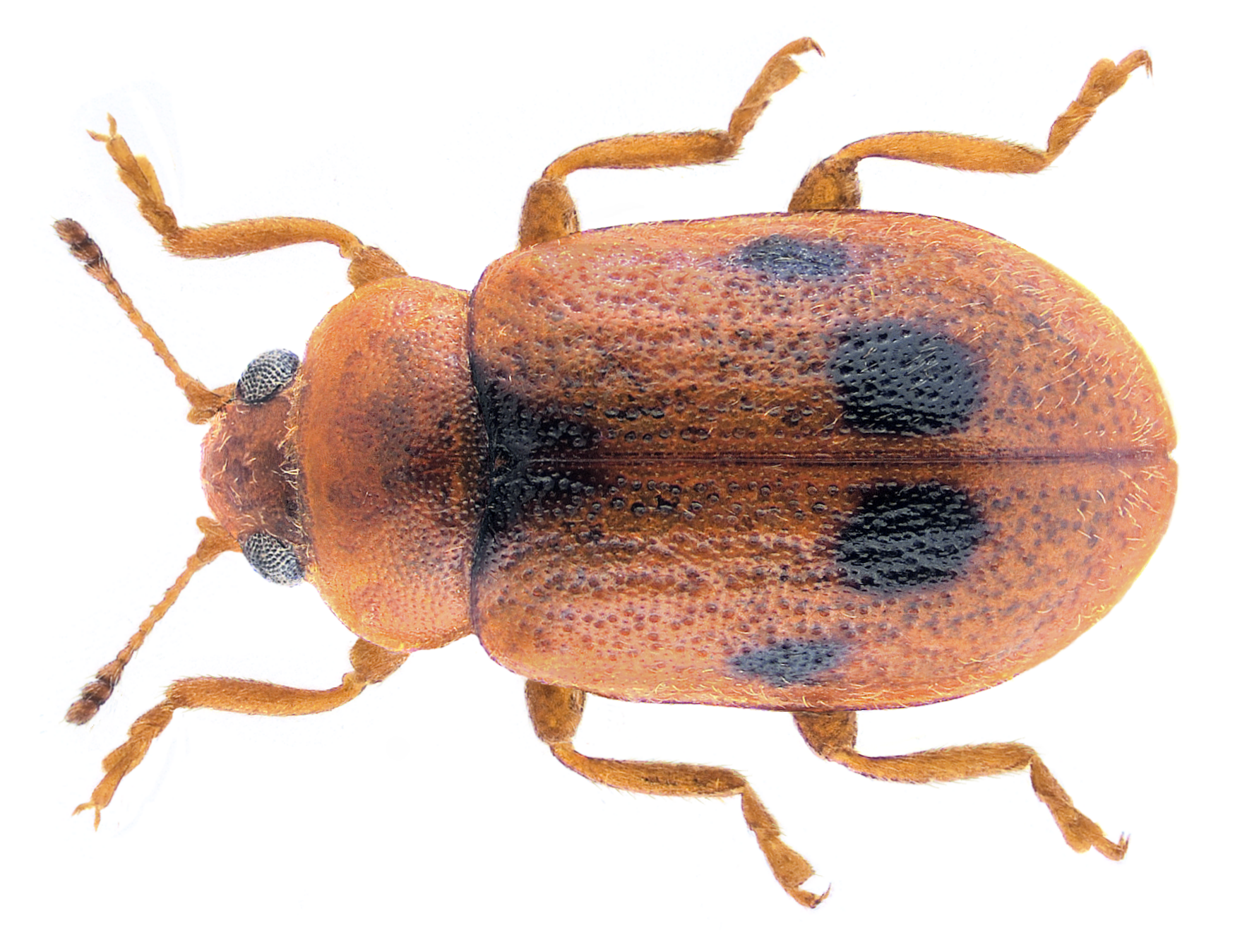
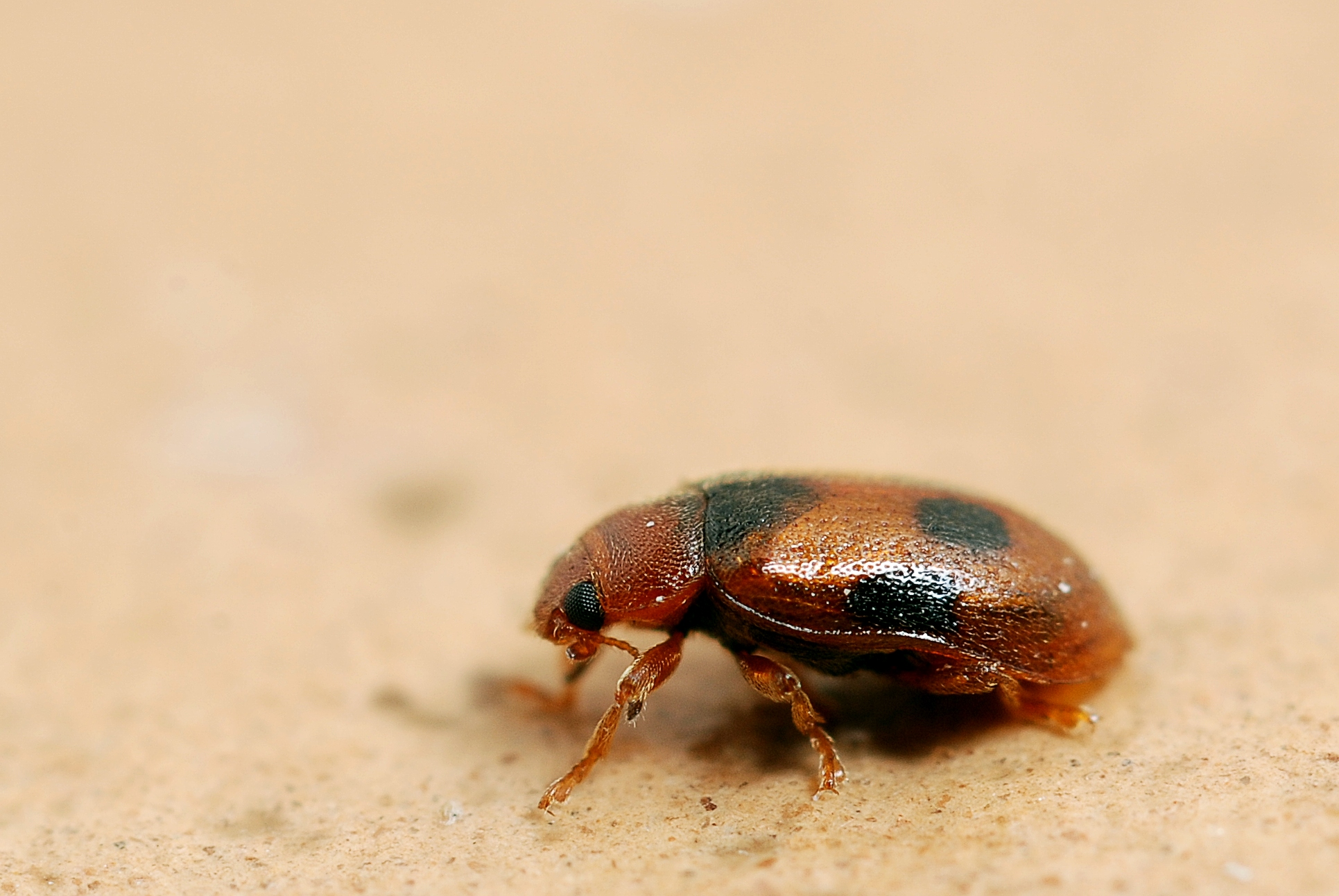
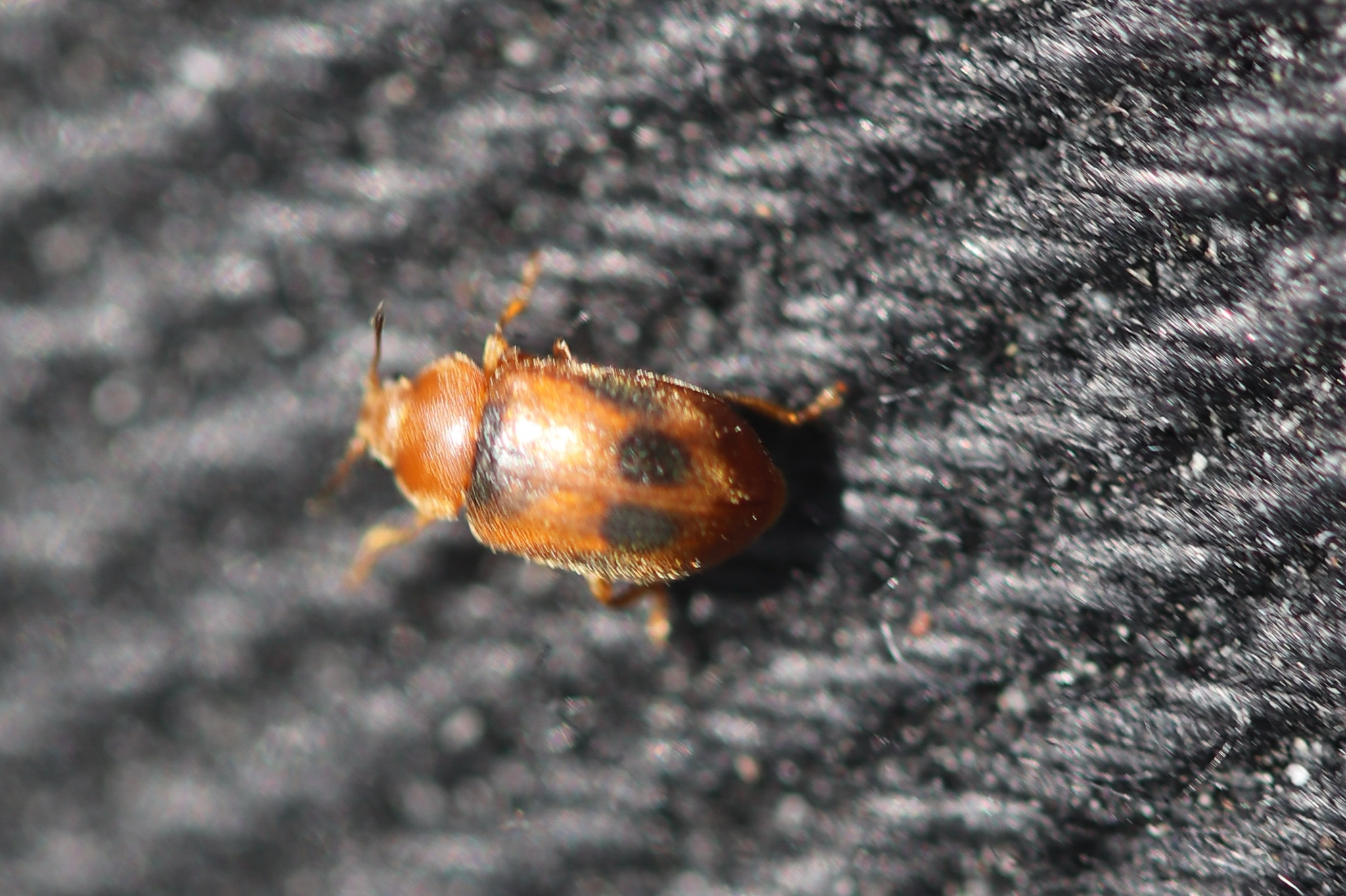
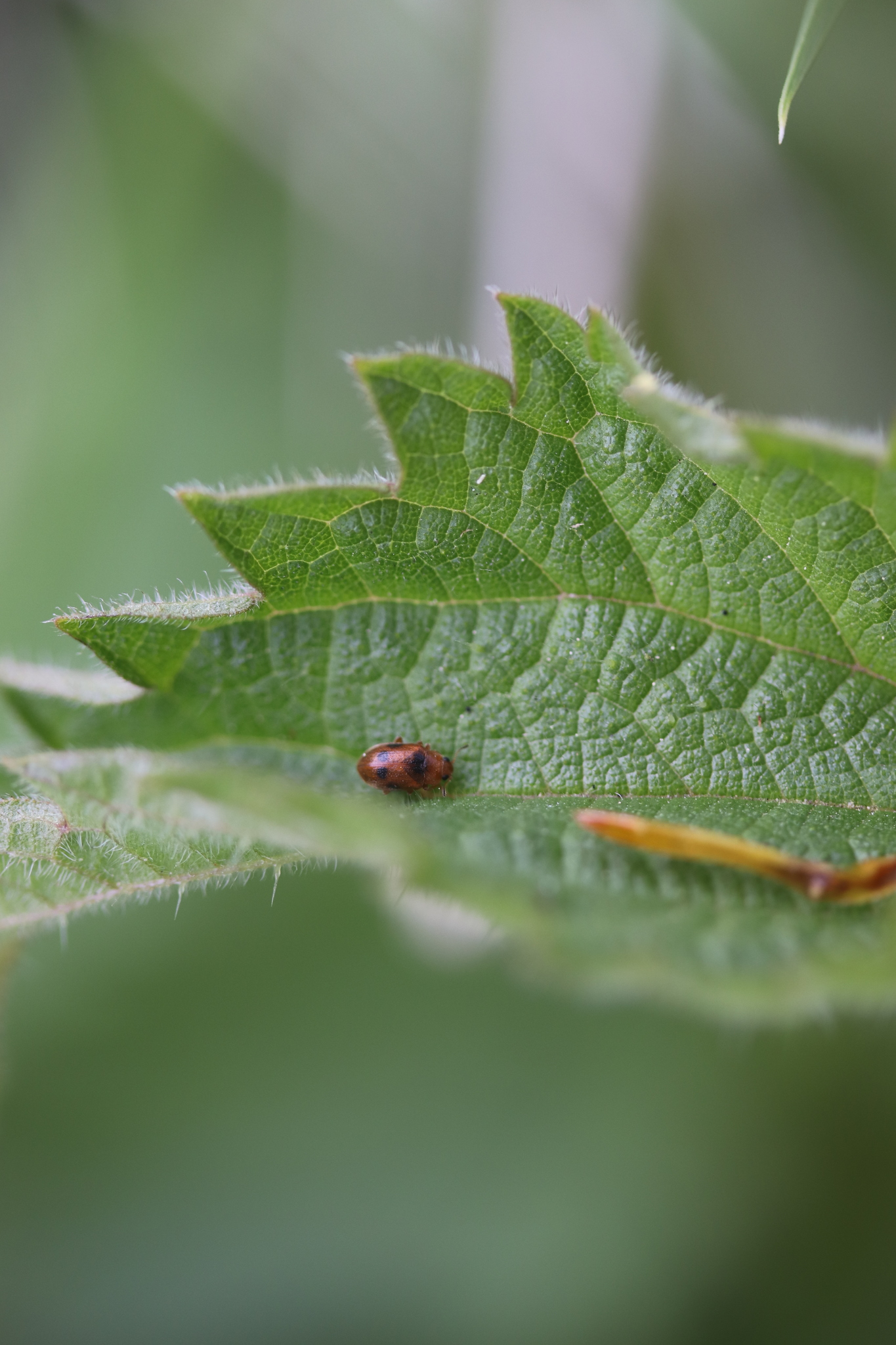

Magyarországon nem védett.